# Jaroslav Drobný
Jaroslav Drobný (Praga, 12 de Outubro de 1921 – Londres, 13 de Setembro de 2001) foi um tenista amador e jogador de hóquei no gelo da então Tchecoslováquia. Com a equipe nacional checa de hóquei no gelo conquistou a medalha de prata nos Jogos Olímpicos de Inverno de 1948. Posteriormente adotou a nacionalidade egípcia (entre 1949 e 1954). Tornou-se depois cidadão britânico em 1959, tendo residido no Reino Unido até à sua morte em 2001.
Foi bicampeão do Torneio de Roland-Garros, em 1951 e 1952, e também venceu o Torneio de Wimbledon em 1954.

## Grand Slam finais

### Simples: 8 (3 títulos, 5 vices)
| Resultado | Ano  | Campeonato           | Piso   | Oponente       | Placar                  |
| Vice      | 1946 | Aberto da França     | Saibro | Marcel Bernard | 3–6, 2–6, 6–1, 6–4, 6–3 |
| Vice      | 1948 | Aberto da França     | Saibro | Frank Parker   | 6–4, 7–5, 5–7, 8–6      |
| Vice      | 1949 | Wimbledon            | Grama  | Ted Schroeder  | 3–6, 6–0, 6–3, 4–6, 6–4 |
| Vice      | 1950 | Aberto da França     | Saibro | Budge Patty    | 6–1, 6–2, 3–6, 5–7, 7–5 |
| Campeão   | 1951 | Aberto da França     | Saibro | Eric Sturgess  | 6–3, 6–3, 6–3           |
| Campeão   | 1952 | Aberto da França (2) | Saibro | Frank Sedgman  | 6–2, 6–0, 3–6, 6–4      |
| Vice      | 1952 | Wimbledon            | Grama  | Frank Sedgman  | 4–6, 6–2, 6–3, 6–2      |
| Campeão   | 1954 | Wimbledon            | Grama  | Ken Rosewall   | 13–11, 4–6, 6–2, 9–7    |

### Duplas: 4 (1 título, 3 vices)
| Resultado | Ano  | Campeonato               | Piso   | Parceiro         | Oponentes                  | Placar                  |
| Winner    | 1948 | Aberto da França         | Saibro | Lennart Bergelin | Harry Hopman Frank Sedgman | 8–6, 6–1, 12–10         |
| Vice      | 1950 | Aberto da França         | Saibro | Bill Talbert     | Tony Trabert Eric Sturgess | 6–2, 1–6, 10–8, 6–2     |
| Vice      | 1950 | Australian Championships | Grama  | Eric Sturgess    | John Bromwich Adrian Quist | 6–3, 5–7, 4–6, 6–3, 8–6 |
| Vice      | 1951 | Wimbledon                | Grama  | Eric Sturgess    | Ken McGregor Frank Sedgman | 3–6, 6–2, 6–3, 3–6, 6–3 |

### Duplas Mistas: 1 (1 título)
| Resultado | Ano  | Campeonato       | Piso   | Parceiro              | Oponentes                | Placar        |
| Campeão   | 1948 | Aberto da França | Saibro | Patricia Canning Todd | Doris Hart Frank Sedgman | 6–3, 3–6, 6–3 |